# Кожины
Ко́жины — несколько древних русских дворянских родов, а также распространённая фамилия русских крестьян, мещан и представителей других сословий.
Из дворянских родов наиболее известен один род, происходящий от ливонского рода Фаренсбахов, к которому принадлежал основатель Троице-Макарьева монастыря в Калязине.
Род, происходящий от Фаренсбахов, внесён в VI часть родословных книг Тверской, Ярославской и Воронежской губерний.
Два других рода Кожиных восходят к концу XV века, ещё один — к середине XVII века. Эти роды внесены в VI часть дворянских родословных книг Новгородской и Рязанской губерний.
Существовал ещё один дворянский род Кожиных позднейшего происхождения (XVIII век).
Одна из известнейших представительниц крестьянских родов Кожиных — героиня Отечественной войны Василиса Кожина.

## Происхождение и история рода
По родословной легенде, дворяне Кожины происходят от вышедшего из Священной Римской империи (из Ливонии) «мужа честна» Юрия Бахты-Франца (1360—после 1420), который, будучи послом Витовта к Василию I Дмитриевичу, был задержан в Москве по поводу занятия союзниками Витовта ливонскими рыцарями некоторых русских городов, но остался на русской службе. В православном крещении Юргену Фаренсбаху было дано имя Ананий. О историчности данной личности говорит тот факт, что в поместье Фаренсбахов (Фарресбекк) в современной Германии, ведущем свою историю с конца XIV века, сохранился портрет писанный темперой на дубовой доске, на котором, предположительно изображён Юрий Бахты-Франц, привезённый из замка Кронборг (Дания).
Сын Анания, перешедший в православие балтийский немец Василий Ананьевич получил прозвище Кожа, по задокументированной истории, за победу над Дмитрием Шемякой (27 января 1450). Как сказано в грамоте, он, нагнал Шемяку и убил под ним коня, из которого и вырезал в память о том кусок кожи. Данная грамота на пожалование ему за этот подвиг поместий напечатана Полевым в 1 томе «Русской вивлиофики». «…В знак победы привёз к великому князю Василью Васильевичу лук, палаш и лоскут кожи от коня, за что <…> пожалована ему на достоинство российского дворянства грамота и поместья в Кашинском уезде: деревня Семендаева, пустоши Карабузино и Спас на Холму, сельцо Гритьково впоследствии село Кожино, где и погребен (04 февраля 1450) с женой Ириной». Василий Ананьевич был уже весьма преклонного возраста в 1450 году (около 70 лет), что не удивительно — в роду Кожиных было много долгожителей, внук Василия — преподобный Паисий Угличский прожил целых 106 лет († 06 июня 1504).
Из сыновей Василия Матвей (в иноках Макарий † 1483) — святой преподобный игумен калязинский, Александр  — непосредственный родоначальник дворян Кожиных, Григорий — в иноках Геннадий, 12-й епископ тверской († 1477). Дочь Василия Ксения — мать Павла Ивановича Гавренева — в иноках Паисия Угличского.

## Описание герба

### Герб Кожиных в Гербовнике Князева
В Гербовнике Анисима Титовича Князева 1785 года имеется изображение двух печатей с гербами представителей рода Кожины:
1. Герб Петра Никитича Кожина: в синем поле щита, справа, изображен восстающий золотой лев, слева от которого изображены золотой лук, в котором находится серый меч. Щит увенчан коронованным дворянским шлемом с клейнодом на шее. Цветовая гамма намёта не определена. Внизу щита две первоначальные буквы П К означающие имя и фамилию владельца герба[3].
2. Герб Алексея Никитича Кожина: герб имеет два соединённых щита: в серебряном поле первого щита изображен восстающий золотой лев. В синем поле второго щита, золотые лук, в котором находится серый меч и под ними золотая фигура (лоскут кожи). Щит увенчан дворянскою короною (дворянский шлем отсутствует). Щитодержатель: справа Фемида с весами в руках. Вокруг щитов фигурная виньетка[3].

#### Значение герба
Действительные статские советники Пётр и Алексей Кожины, прося (в июне 1786 г.) о внесении их семьи в родословную книгу Московской губернии, представили в дворянское собрание документы о гербе и своём происхождении от Фаренсбахов. В них утверждалось, что их родоначальником является Юрген (Юрий) Фаренсбах, который выехал к великому князю московскому Василию I (правил в 1389—1425 гг.). Сын Юргена Фаренсбаха Василий (родившийся около 1380 года, то есть ещё в Ливонии), получивший своё имя (вероятно, уже при переходе в православие во взрослом возрасте) в честь великого князя, получил от следующего князя московского Василия II Тёмного права московского дворянства и прозвание Кожа за победу (1450) над князем галицким Юрием Дмитриевичем (в действительности над его сыном Дмитрием Шемякой, так как Юрий умер в 1434 году), под которым его дружина (так как самому Василию в это время было около 70 лет) убила коня и в знак победы привезла к великому князю лук, палаш и кусок кожи животного.
Был ещё один Юрген Фаренсбах — родоначальник Францбековых, который жил позже, чем родоначальник Кожиных — в XVI веке. Германский полководец Юрген Фаренсбах родился (1548) и ездил к Ивану IV Грозному в качестве посла, но царь задержал его, а позже поручил командовать русским войском в походе против татар. Фаренсбах выполнил поручение, но в Москву больше не вернулся, стал главнокомандующим в Лифляндии, где и умер от ран (1602). В московском плену оставались два его сына — Дитрих и Иоганн, которые, крестившись, и положили начало русскому роду Францбековых, изгладившихся к XVIII веку. Потомки рода Францбековых и Кожиных породнились между собой в середине XVII века, поэтому можно утверждать, что современные потомки Кожиных являются в равной степени потомками и рода Фрацбековых-Фаренсбахов. Некоторые Кожины в XIX веке продолжали писать фамилию через дефис — «Кожинъ-Фаренс[ц]бахъ».
На гербе Фаренсбахов изображена в серебряном поле двойная красная стена. Кожины описали герб как «две каменные стены о двух зубцах на красном поле», которые впоследствии превратились в башни в дворянском гербе Кожиных, дополненном луком, палашом, львом и лоскутом кожи, которые использовались ранее, на печатях.

## Известные представители
- Иван Васильевич Кожин — внук родоначальника Кожиных — Александра Васильевича Кожина, служил князю Юрию Ивановичу Тверскому и пожалован волостью Инобажем (1526).
  - Борис Андреевич Кожин — правнук Ивана Васильевича, воевода, освободил Кашин от польской осады (1618).
  - Иван Андреевич Кожин († 1646) — правнук Ивана Васильевича, дворянин московский (1629—1640), воевода в Вятке и Ефремове (1641), объезжий голова в Москве в 1638 г.
    - Василий Иванович Кожин — сын объезжего головы Ивана Андреевича, стряпчий (1658—1676), стольник; был при отпуске Александрийского патриарха (11 июня 1668); был у составления Уложения Алексея Михайловича; ездил за государем (1676).
      - Иван Васильевич Кожин — сын Василия Ивановича, стольник (1682-1703); дневал и ночевал у гроба царя Фёдора Алексеевича (6 мая 1682); обер-комиссар (1719); асессор Московского надворного суда (1725). Жена — дочь бывшего валашского господаря Щербана I Кантаку́зена.
        - Кожин, Александр Иванович — сын Ивана Васильевича, русский картограф.
        - Иосиф Иванович Кожин (1714—1779) — сын Ивана Васильевича, лейб-гвардии капитан-поручик Семеновского полка, выстроил на берегу реки Репца дворянскую усадьбу с церковью и разбил парк в английском стиле. Он приложил все усилия к тому, чтобы приумножить отцовское состояние, а также состояние, доставшееся от матери — валашской княжны Илоны Кантаку́зен, дочери Щербана Кантакузена и правнучки Раду Щербана Крайовеску. Тяготея к высокому, образованному обществу, в 1750-х годах несколько лет прожил в Лондоне, где входил в круг образованнейших людей своего времени. Неоднократно бывал на званых вечерах в доме художника Джошуа Рейнольдса, первого директора Королевской Академии художеств, на которых собирались сливки английского просвещения. Общался с Сэмюэлем Джонсоном и Дэвидом Гарриком, которого наблюдал в роли Короля Лира (1757), с которым завязал близкое знакомство и переписку. Вернувшись в Россию пробовал ставить Шекспира в своём крепостном театре (доставшемся от князя Ржевского), добившись определённых успехов. Об уровне подготовки его труппы можно судить по весьма внушительному репертуару, в котором особое место занимали «Гамлет» и «Король Лир». Его любовь к искусству и театру, а в особенности — английской трагедии Шекспира и Поупа передалась потомкам.
          - Пётр Никитич Кожин — племянник Иосифа Ивановича, директор Каменного приказа (1775), член Комиссии о строении Москвы.
            - Николай Петрович Кожин († 1816) — сын Петра Никитича, сенатор.

          - Алексей Никитич Кожин — брат Петра Никитича, председатель Тверской уголовной палаты, правитель Псковского наместничества (1781—1783), сенатор (1796) и президент камер-коллегии.
            - Сергей Алексеевич Кожин — сын Алексея Никитича, генерал-майор. Герой Наполеоновских войн, убитый под Фридландом (1807).
              - Новосильцева, Мария Петровна (урожд. Кожина; ок.1830—1910) — правнучка Иосифа Ивановича, сестра милосердия; начальница Смольного института благородных девиц (1886—1894), кавалерственная дама ордена Св. Екатерины меньшего креста.
- Иван Никифорович Кожин — воевода передового полка в походе из Новгорода к Выборгу (1536).
- Василий Иванович Кожин — воевода в 8-м полку левой руки войск в Казанском походе (1544).
- Никита Васильевич Кожин — воевода 3-го передового полка в Шведском походе (1549).
- Борис Васильевич Кожин — умер от ран, полученных при освобождении Кашина от польской осады († 1618).
- Пётр Меньшой Иванович Кожин — погиб под Ругодивом († 1628).
- Григорий Кожин — участник войны против поляков под Смоленском (1634).
- Михаил Семёнович и Степан Иванович Кожины - стряпчие (1682-1692).
- Иван Александрович Кожин — товарищ воеводы, убит пугачёвцами в Инсаре († 1774)[2][7][8].

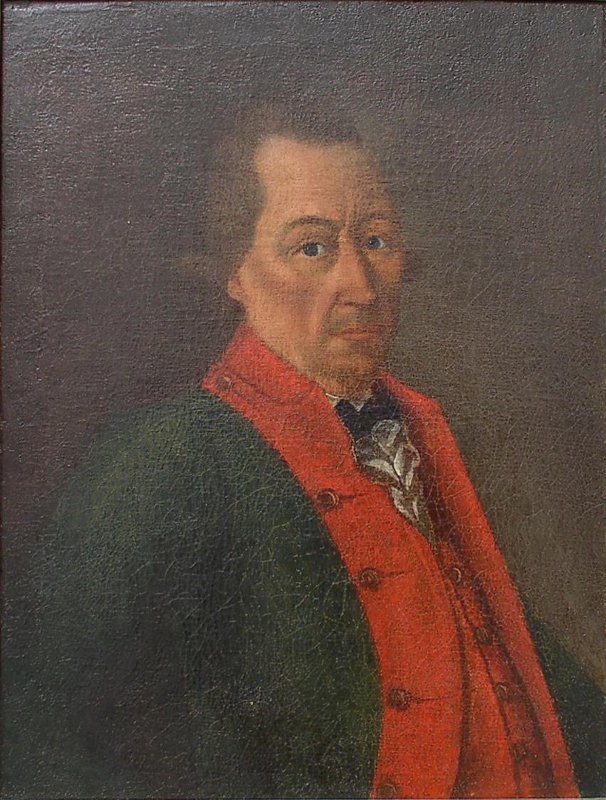
Иван Васильевич Кожин (1672 (между 1663/1665?) – 1768 (между 1737/1738?)
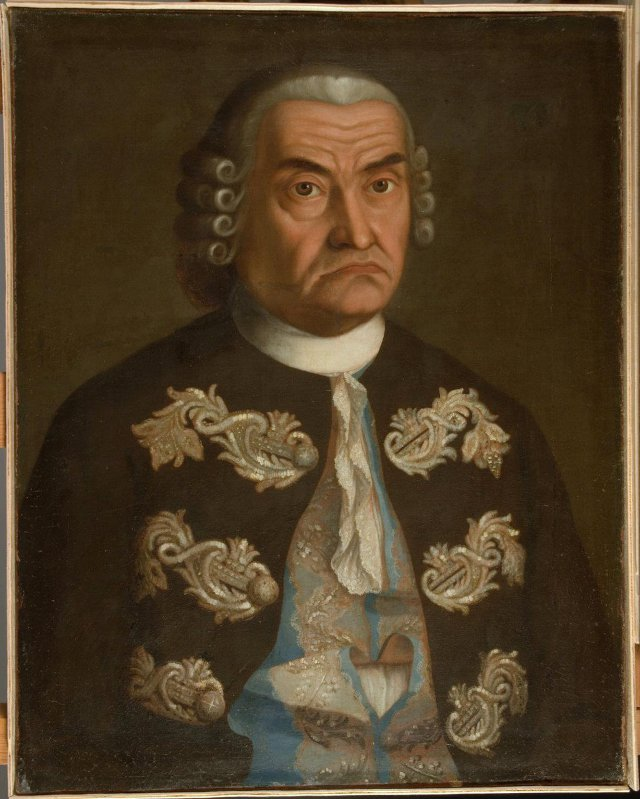
Никита Иванович Кожин (1705 – после 1760)
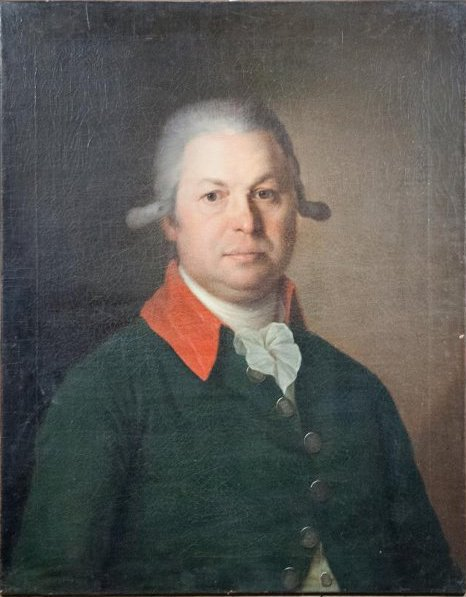
Яков Никитич Кожин (1754 – 1826)
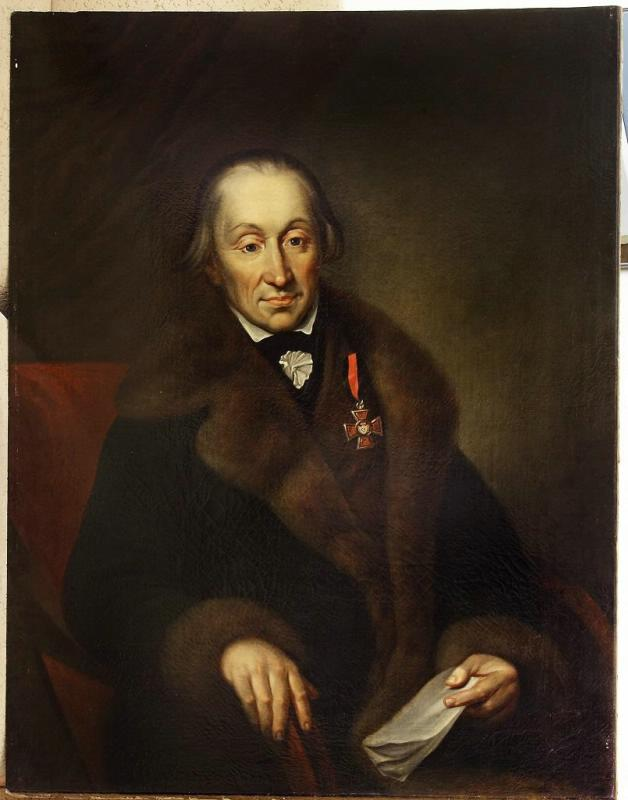
Александр Осипович (Иосифович) Кожин (1746 – 1823)
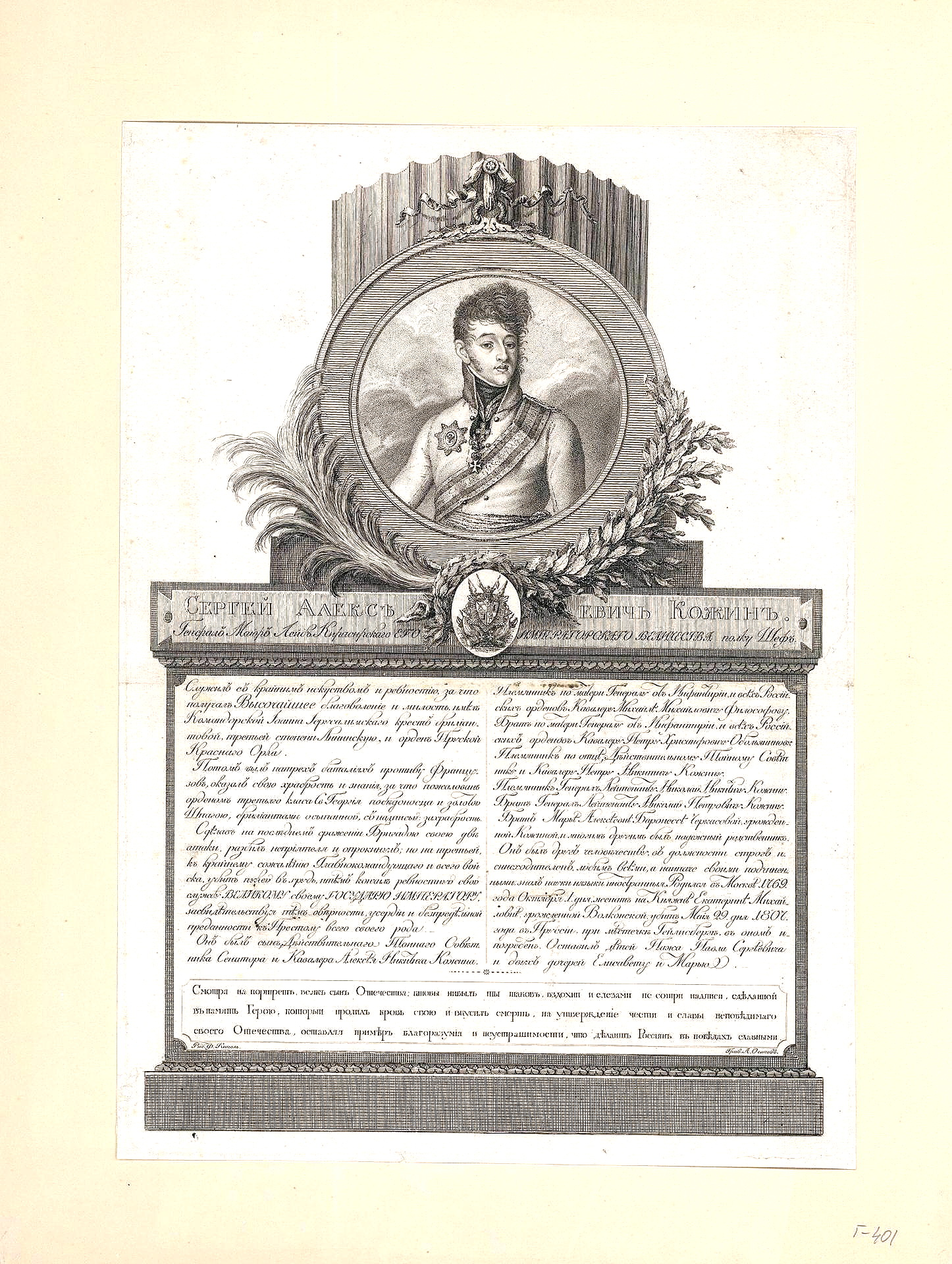
Сергей Алексеевич Кожин (1769 - 1807)
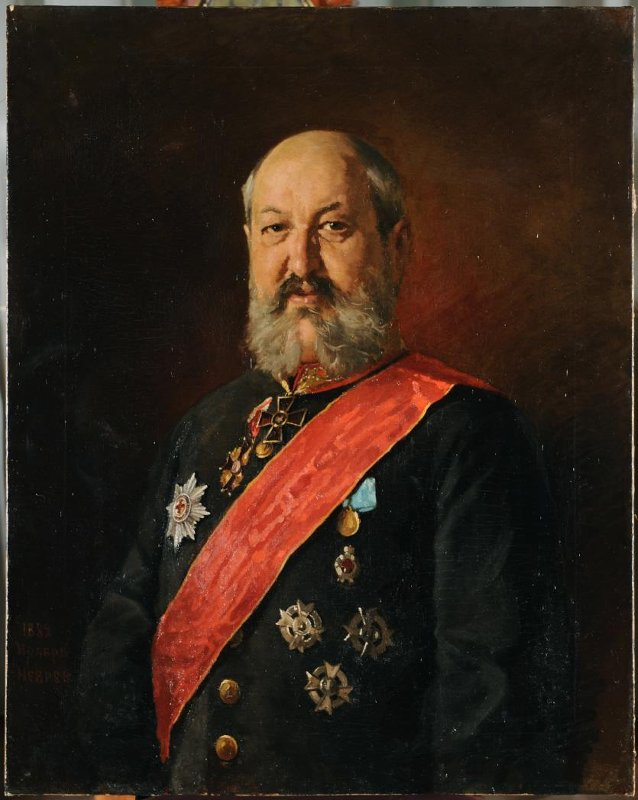
Пётр Павлович Кожин (1829 – 1890)
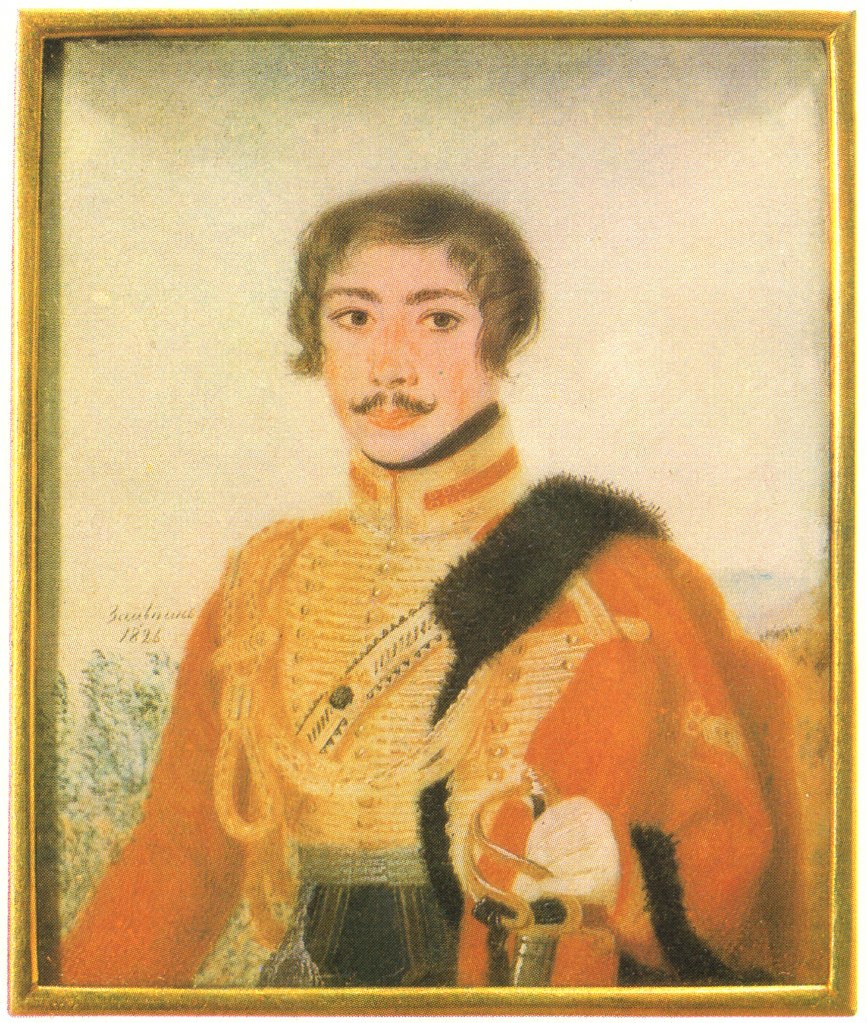
Михаил Николаевич Кожин (1804 - ?)